# Vanderhoof
Vanderhoof is het debuutmuziekalbum van de Amerikaanse band Vanderhoof genoemd naar oprichter en voorman Kurdt Vanderhoof. De muziek bestaat uit melodieuze hardrock met een progressieve inslag, gelijkend op Styx en Uriah Heep (mede door het hammondorgel. Vanderhoof ontpopt zich hier als multi-instrumentalist. Hij bespeelt een hele batterij aan muziekinstrumenten. Het album is opgenomen in Olympia (Washington).

## Musici
- Kurdt Vanderhoof – akoestische en elektrische gitaar, basgitaar, mandoline, toetsen waaronder mellotron en zang
- Damon Albright – zang
- Dave Hawkes – basgitaar
- Brian Cokely – toetsen, zang
- Gary Evans – toetsen op 1, 2, 3 en 11
- Kirk Arrington – slagwerk

## Composities
1. Bleed (5:52)
2. Machine (4:06)
3. Take to the sky (5:26)
4. Earth (0:41)
5. Angel now (5:05)
6. Out alive (5:11)
7. Beg (6:04)
8. 50cent symphony (4:46)
9. Tons of time (2:49)
10. 40 days down (5:26)
11. Game is played (5:58)

Het album is waarschijnlijk op zowel elpee- als cd-formaat uitgekomen. Bij de omzetting naar cd-hoes is iets misgegaan. De "breuk" zat bij track 7; de cd-versie heeft het echter tweemaal over "kant 1"